# Гар'як
Гар'як (хорв. Garjak) — населений пункт у Хорватії, у Сплітсько-Далматинській жупанії у складі міста Врлика.

## Населення
Населення за даними перепису 2011 року становило 88 осіб.
Динаміка чисельності населення поселення:

## Клімат
Середня річна температура становить 12,40 °C, середня максимальна – 26,46 °C, а середня мінімальна – -2,56 °C. Середня річна кількість опадів – 937 мм.
| Клімат поселення                              | Клімат поселення | Клімат поселення | Клімат поселення | Клімат поселення | Клімат поселення | Клімат поселення | Клімат поселення | Клімат поселення | Клімат поселення | Клімат поселення | Клімат поселення | Клімат поселення | Клімат поселення |
| Показник                                      | Січ.             | Лют.             | Бер.             | Квіт.            | Трав.            | Черв.            | Лип.             | Серп.            | Вер.             | Жовт.            | Лист.            | Груд.            |                  |
| Середній максимум, °C                         | 9,70             | 10,23            | 13,29            | 17,08            | 21,68            | 25,58            | 26,40            | 26,46            | 22,16            | 17,58            | 12,30            | 9,51             |                  |
| Середня температура, °C                       | 3,57             | 4,10             | 7,18             | 10,95            | 15,56            | 19,45            | 22,01            | 22,07            | 17,77            | 13,18            | 7,90             | 5,10             |                  |
| Середній мінімум, °C                          | −2,56            | −2,04            | 1,04             | 4,80             | 9,43             | 13,32            | 17,60            | 17,67            | 13,36            | 8,76             | 3,50             | 0,71             |                  |
| Норма опадів, мм                              | 75               | 67               | 73               | 81               | 69               | 69               | 49               | 59               | 84               | 99               | 115              | 97               |                  |
| Середньомісячна швидкість вітру, м/с          | 1.72             | 1.98             | 2.22             | 2.18             | 1.98             | 1.73             | 1.74             | 1.61             | 1.68             | 1.69             | 1.94             | 1.93             |                  |
| Середньомісячна сонячна радіація, кДж/м²·день | 5241             | 8039             | 11672            | 16129            | 19968            | 22473            | 24161            | 21272            | 15783            | 10223            | 5766             | 4466             |                  |
| --------------------------------------------- | ---------------- | ---------------- | ---------------- | ---------------- | ---------------- | ---------------- | ---------------- | ---------------- | ---------------- | ---------------- | ---------------- | ---------------- | ---------------- |
| Джерело:                                      |                  |                  |                  |                  |                  |                  |                  |                  |                  |                  |                  |                  |                  |